# Cantine remiere
- Ardenza: quartieri Ardenza, Antignano, Montenero, Quercianella.
- Borgo: quartiere Borgo Cappuccini.
- Ovo Sodo: quartiere Benci-Centro città.
- Labrone: quartieri Corea, Cigna, Sorgenti, Shangai-Filzi e Torretta.
- Pontino: quartiere Pontino zona nord-ovest della città, tra la Fortezza Nuova e le Mura Leopoldine.
- Salviano: quartieri Salviano, Collinaia, La Leccia, La Scopaia, Valle Benedetta, Colline, Coteto e Stazione.
- San Jacopo: quartieri San Jacopo in Acquaviva e Fabbricotti.
- Venezia: quartiere Venezia Nuova.

Le cantine remiere sono associazioni livornesi, ognuna legata ad un rione, e rappresentano il punto di ritrovo di appassionati e vogatori locali che difendono l'onore del relativo rione in diverse manifestazioni remiere che si tengono lungo i fossi medicei o in mare aperto.
Livorno ogni anno propone infatti il calendario remiero, che coinvolge le cantine dei rioni cittadini, ognuna con il proprio gozzo, a sfidarsi per guadagnar la gloria e l'onore della vittoria.
Nel passato ciascuna cantina poteva far remare solo vogatori nati nel medesimo rione,poi in epoca recente ,visto il calo di interesse e la conseguente difficoltà a reclutare vogatori, fu tolta questa limitazione e fu permesso l'utilizzo di rematori locali, nati e residenti a Livorno. il rione più forte cioè il Borgo Cappucini è l unico rione insieme a venezia e pontino a esserci sin dall inizio della storia remiera Livornese
Ogni estate si tengono quattro manifestazioni remiere tra i rioni della città:
- il 25 aprile gara Liberazione (che si svolge davanti alla cantina del borgo cappucini)
- seconda domenica di giugno: Coppa Risi'atori (dalla Torre della Meloria al Porto Mediceo);
- ultimo sabato di giugno: Coppa Barontini (a cronometro, in notturna, lungo i fossi della città);
- seconda domenica di luglio: Palio Marinaro (tratto di mare di fronte alla Terrazza Mascagni).